# Marché de Noël de Leipzig

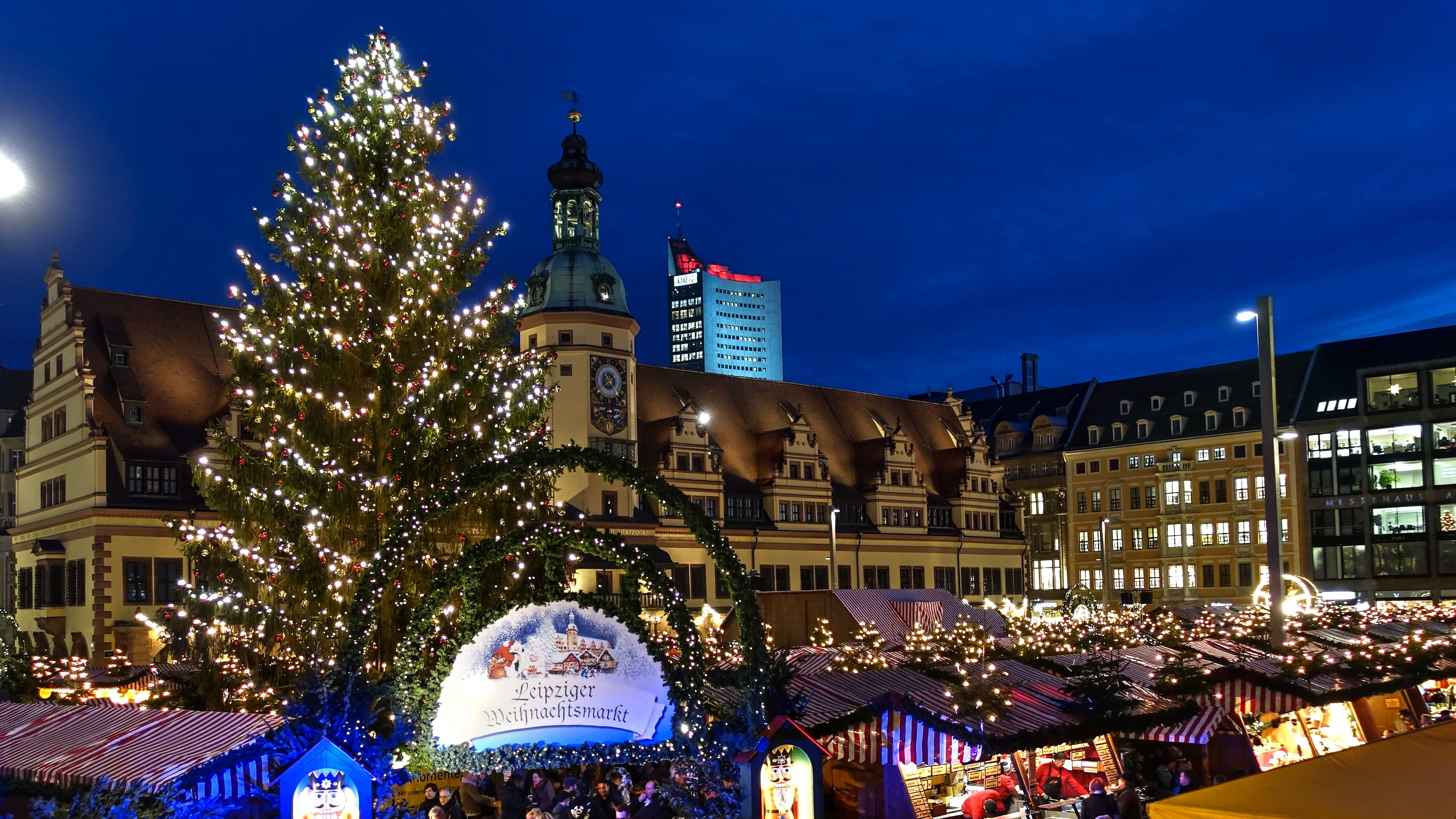
Vue à l'heure bleue sur le Markt et l'Ancien Hôtel de Ville (2019)

Le marché de Noël de Leipzig (en allemand : Leipziger Weihnachtsmarkt) est l'un des plus anciens marchés de Noël d'Allemagne. Il a lieu chaque année de fin novembre au 23 décembre à Leipzig  sur la place du marché et dans les rues adjacentes et, avec environ 300 stands et plus de 2,8 millions de visiteurs (2019), il constitue l'un des plus grands marchés de Noël d'Allemagne.

## Histoire

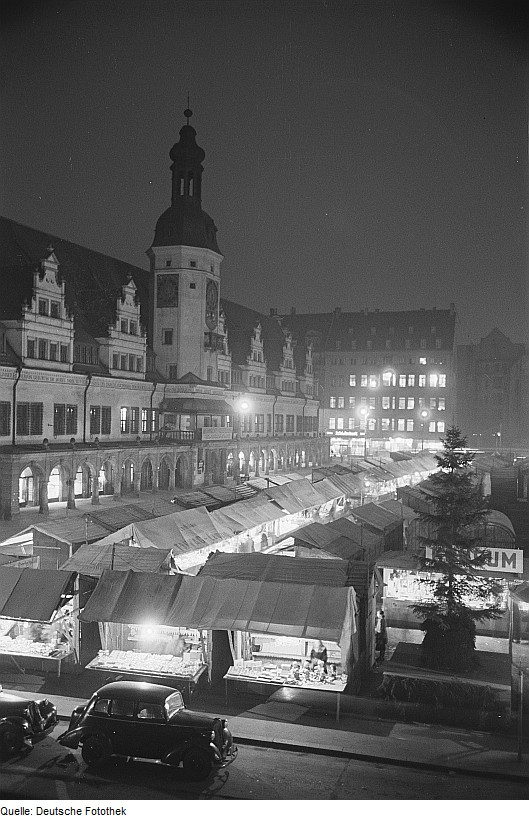
Marché de Noël de Leipzig (1950)

Son histoire remonte à 1458. Dans les notes de Johann Jacob Vogel de 1714, il y a la note :
Cela en fait l'un des marchés de Noël les plus anciens d'Allemagne, aux côtés du marché de Noël de Munich (1310), du Bautzen Wenzelsmarkt (1384), du marché de Noël de Francfort (1393) et du Striezelmarkt de Dresde (1434).
Les marchés de Noël prévus en 2020 et 2021 ont été annulés en raison de la Pandémie de Covid-19,.

## Programme culturel
Le marché sera ouvert en 2023 par la maire culturelle Skadi Jennicke, le Chœur Saint-Thomas et l'Orchestre des Jeunes et des Vents de Leipzig. Tous les jours à 18 heures, les cuivres de la tour jouent traditionnellement depuis le balcon de l'ancien hôtel de ville. D'autres concerts ont lieu sur la scène du marché. Tous les deux ans a lieu le défilé de montagne de l'Erzgebirge, une procession d'une fanfare avec sept fanfares minières avec 265 musiciens de montagne et environ 370 personnes en uniforme.

## Attractions

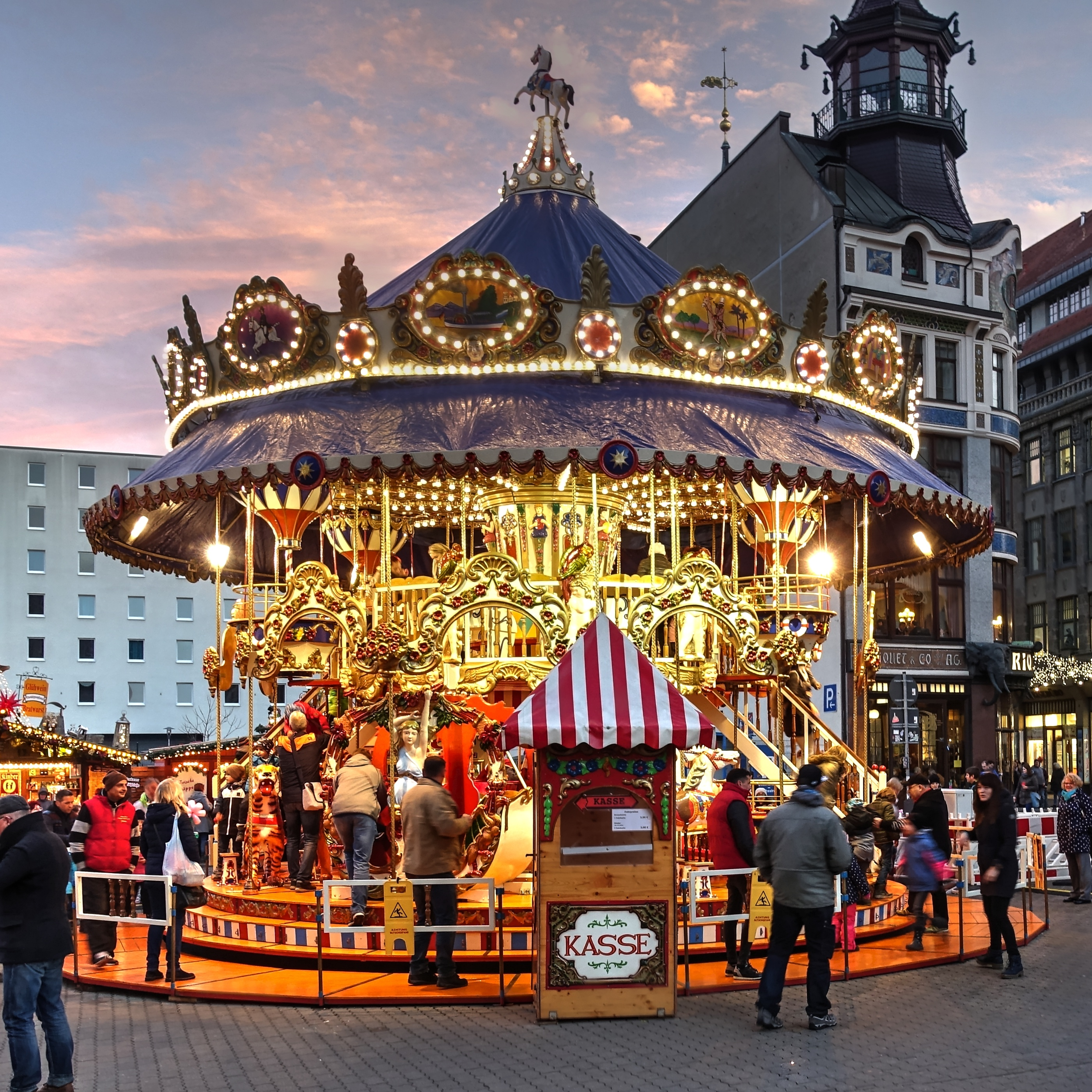
Carrousel de sol reconstruit sur la base de l'original historique (2019)

Le marché offre plusieurs zones, dont un pays de conte de fées pour les enfants sur l'Augustusplatz, un marché historique sur le Naschmarkt, une crèche avec de vrais moutons, une pyramide de Noël de l'Erzgebirge de 8 mètres de haut sur le Nikolaikirchhof et un village finlandais sur l'Augustusplatz. Sur le Markt, c'est un sapin de Noël d'environ 20 mètres de haut, généralement un épicéa de la région.
Le village du Tyrol du Sud est un point de rencontre populaire sur l'Augustusplatz lors du marché de Noël de Leipzig. Des plats tyroliens sont servis en écoutant de la musique alpine.
L'arrivée du Père Noël dans la ville est une tradition particulière et largement célébrée à Leipzig. Chaque année, le samedi précédant le premier Avent, à 11 heures, de nombreux enfants et leurs parents accueillent le Père Noël et sa suite à la Gare centrale de Leipzig, où il arrive à bord d'un train spécial. Ils escortent ensuite sa calèche et sa fanfare à travers la ville jusqu'à la place du marché. Le Père Noël y tiendra son bureau tous les jours jusqu'à la fin du marché de Noël.
Une autre attraction du marché de Noël était le plus grand calendrier de l'Avent autonome au monde, qui a été installé de 1997 à 2012 et qui, selon le Livre Guinness des records, mesurait 857 m2, se trouvait sur la façade d'une maison à Böttchergässchen avec fenêtres de 3 m sur 2 m. Il a été joué par des étudiants des écoles de Leipzig et de l'école de musique « Johann Sebastian Bach ». En raison de dégâts causés par du vandalisme, le calendrier n'a plus été installé en 2013.
Le carrousel historique est une attraction particulière du marché de Noël de Salzgässchen. Le carrousel, dont certaines parties étaient vieilles de plus de 100 ans, a été victime d'un incendie dû à un court-circuit avant l'ouverture du marché en novembre 2009. En 2010, le carrousel à plusieurs niveaux a été reconstruit fidèle à l'original. Le « Wichtelwerkstatt », où les enfants peuvent bricoler, existe depuis 2010 et a été entièrement rénové et rouvert en 2017.

## Offre
Environ un tiers des stands proposent des produits de boulangerie et des confiseries comme des amandes grillées, du pain d'épices Pulsnitzer ou du Stollen, ainsi que d'autres aliments et boissons. La plus grande proportion est constituée de marchands, de forains et d'artisans de grande qualité. Entre autres choses, des sculptures sur bois issues de l'art populaire d'Erzgebirge et d'autres objets artisanaux sont proposées.

## Images

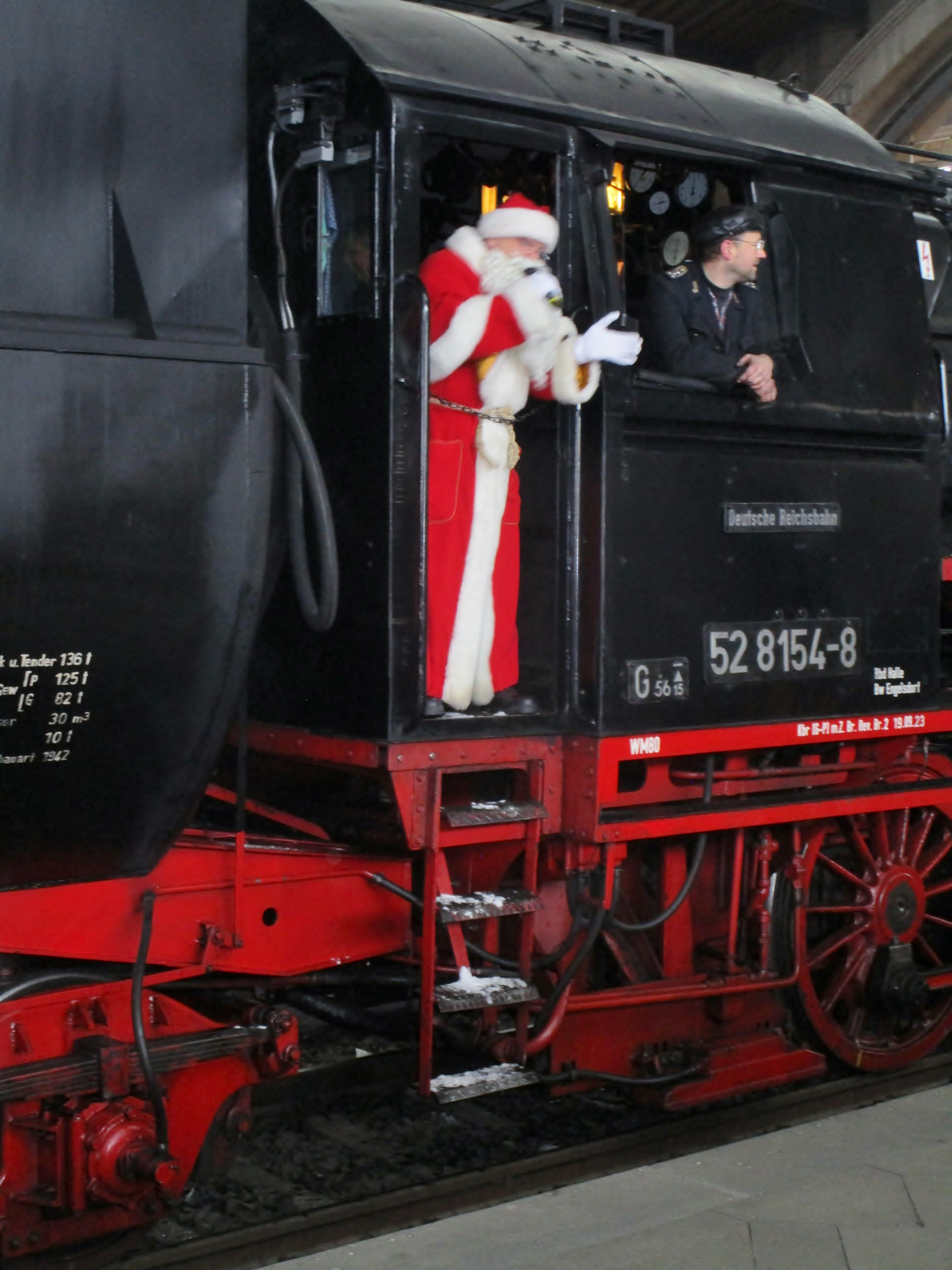
Arrivée du Père Noël (2023)
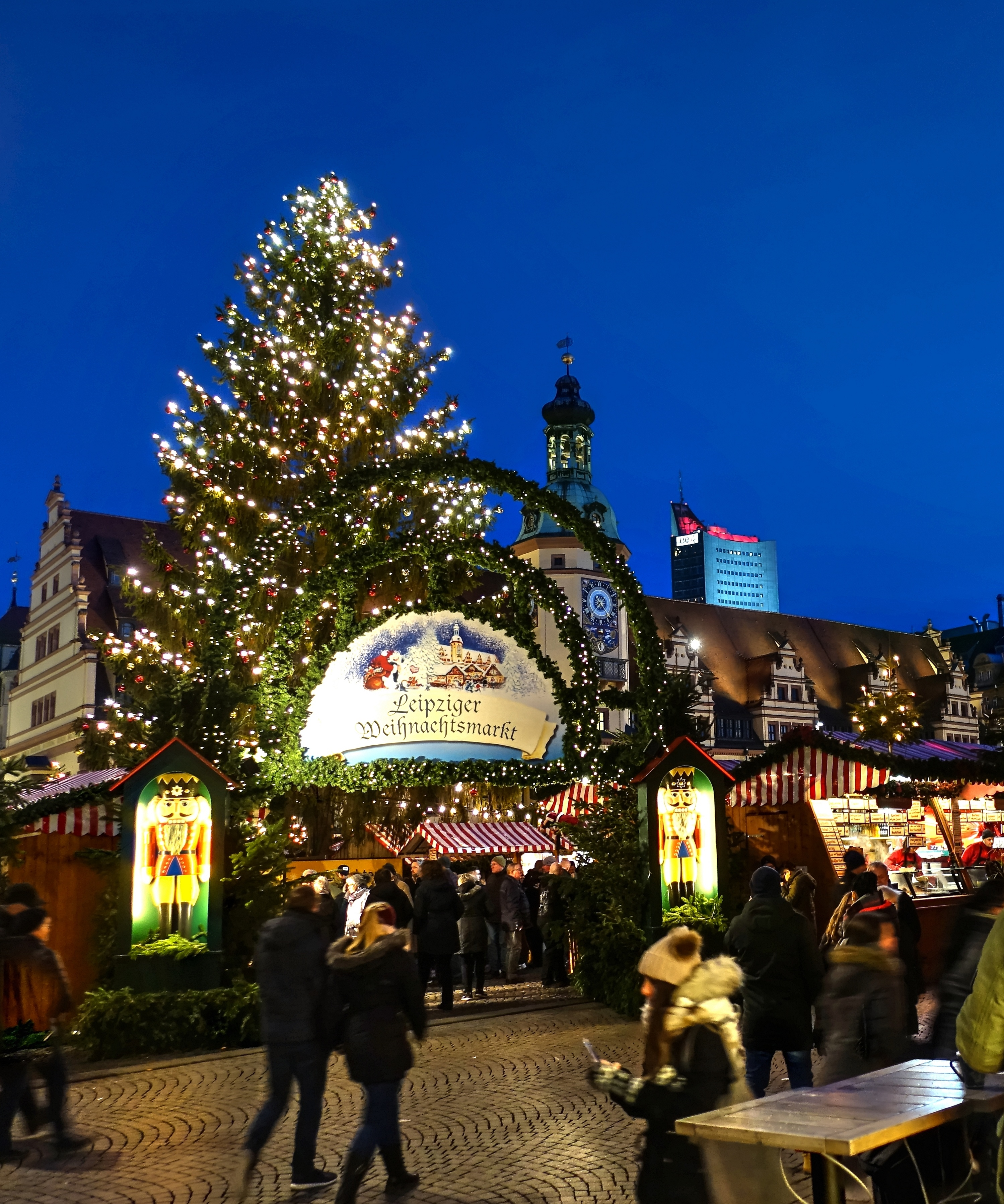
Entrée du marché de Noël depuis le coin nord-ouest du marché
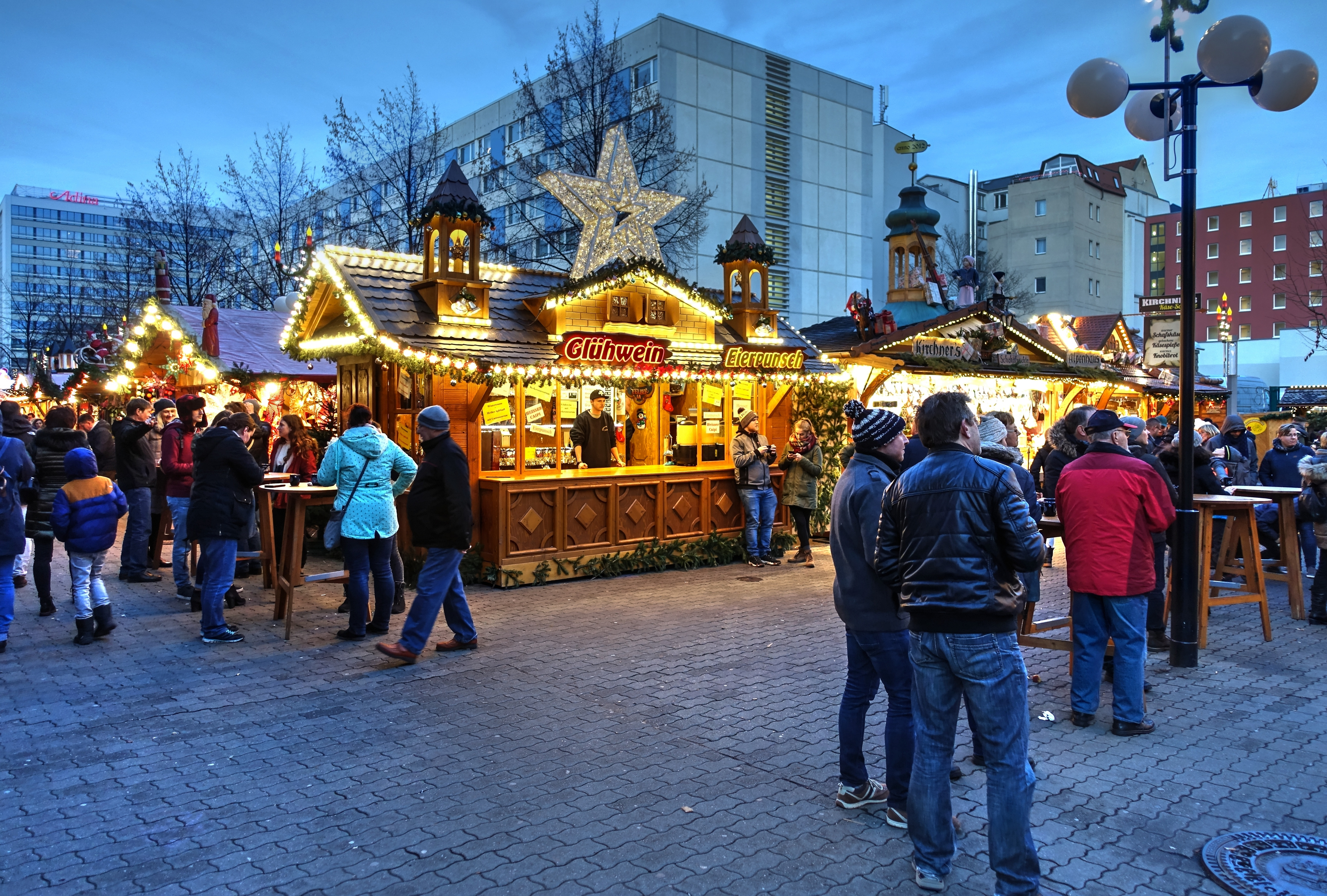
Stand de vin chaud sur la Reichsstrasse, à l'angle de Salzgäßchen
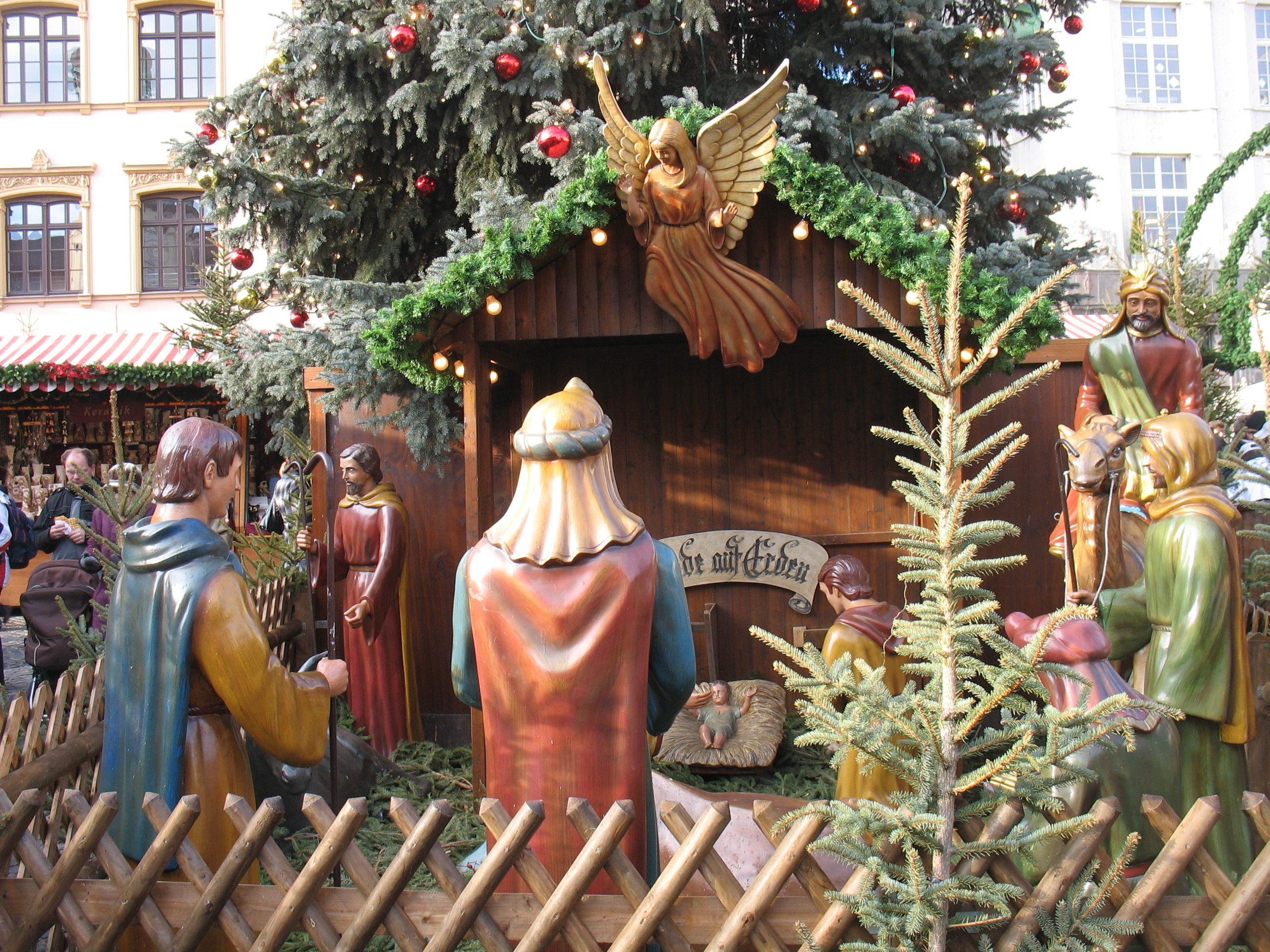
Crèche de Noël de Leipzig
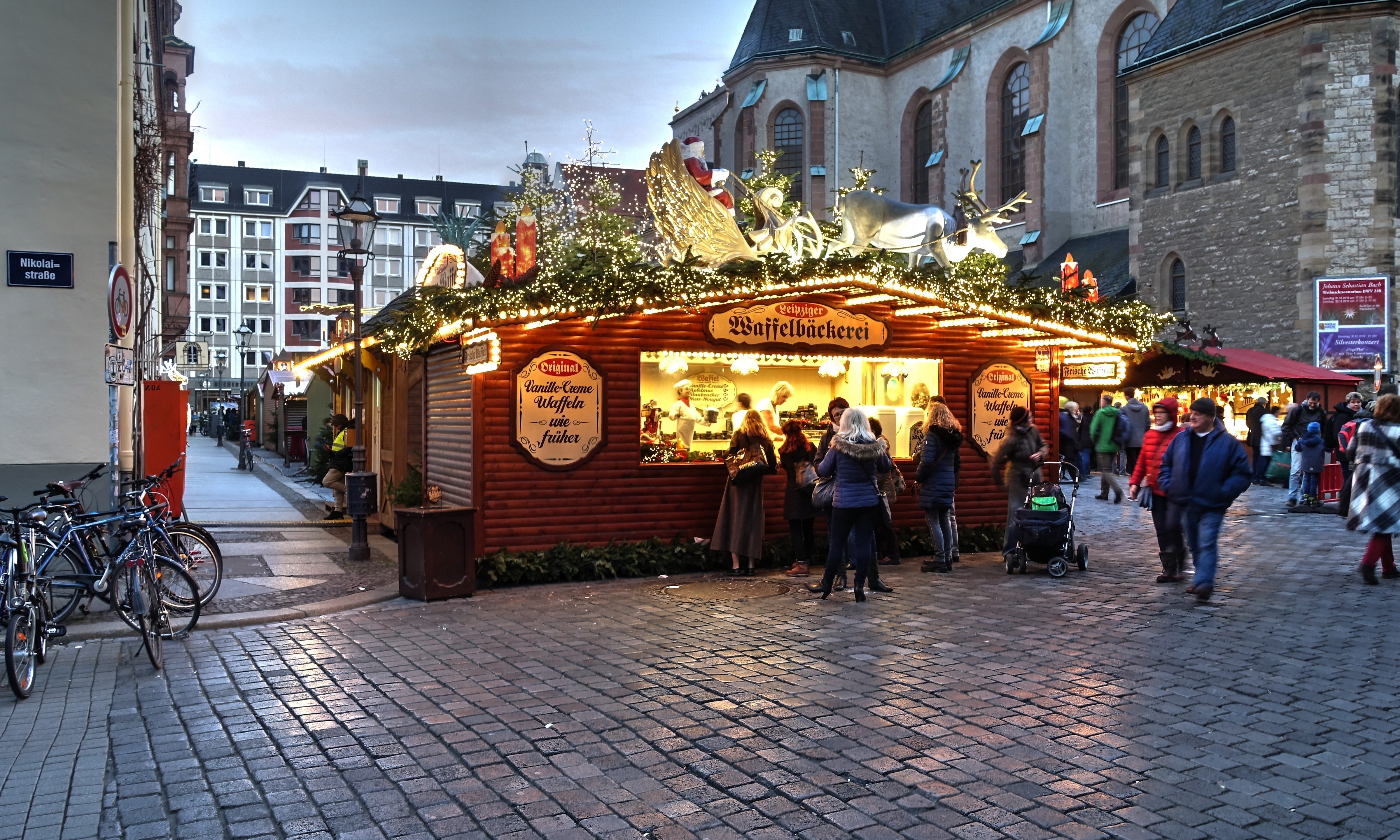
Boulangerie de gaufres au coin Nikolaikirchhof de la Nikolaistrasse
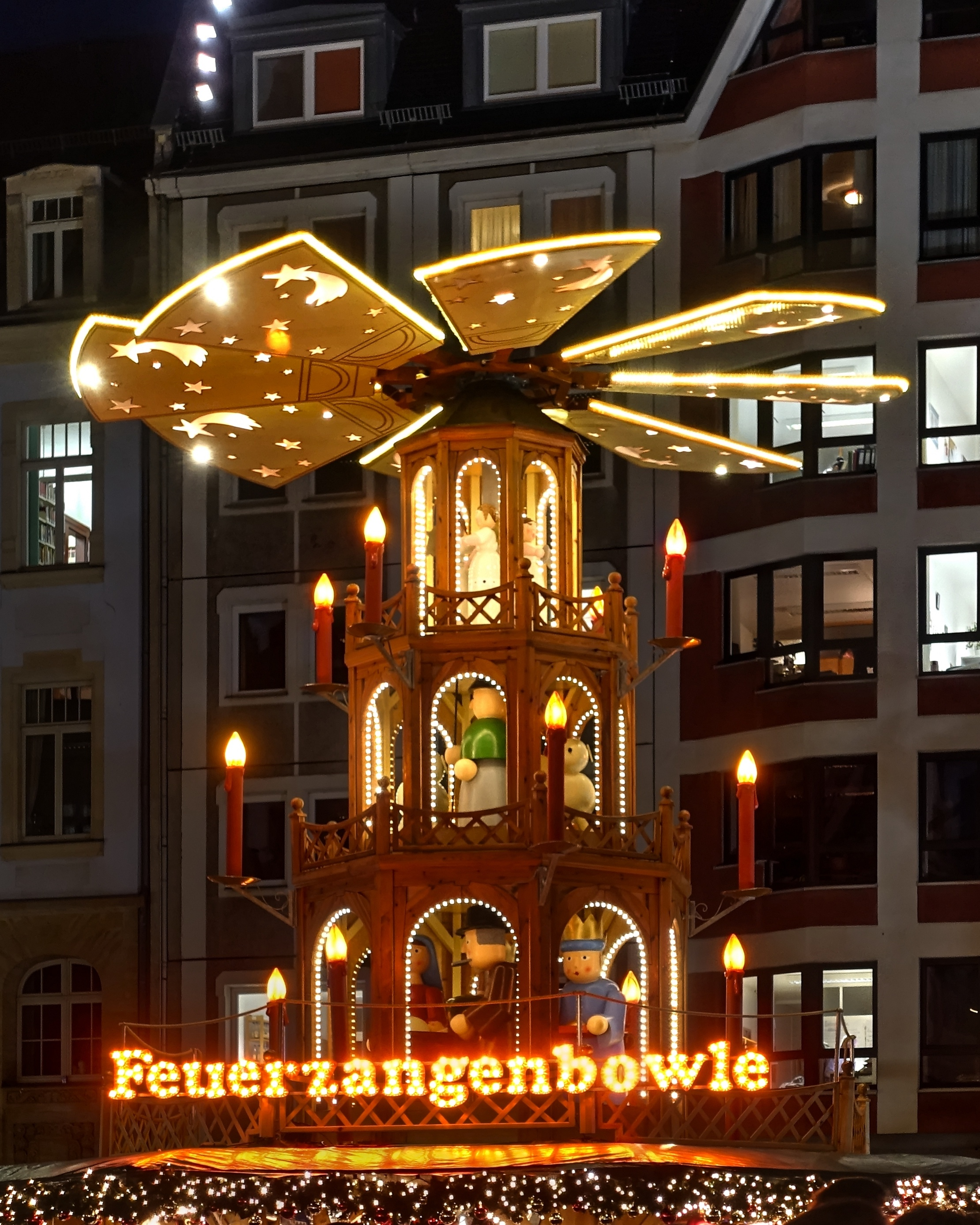
Pyramide de Noël au stand Feuerzangenbowle à Nikolaikirchhof
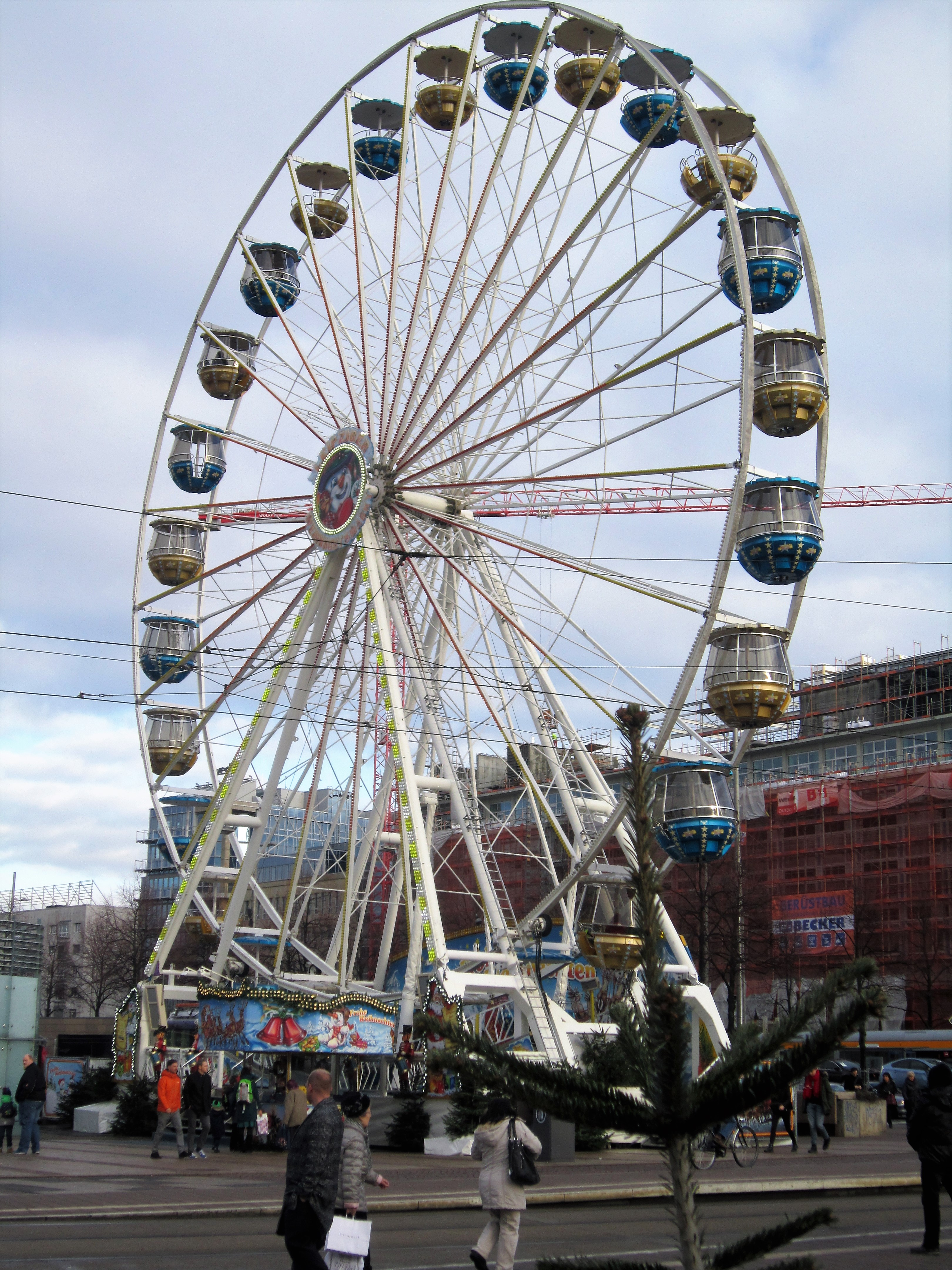
Grande roue sur l'Augustusplatz (2017)